# Лауреаты Государственной премии Украины в области науки и техники (1978)
Лауреаты Государственной премии Украины в области науки и техники 1978 года — перечень награждённых государственной наградой Украинской ССР, присужденной в 1978 году за достижения в науке и технике.
На основании представления Комитета по Государственным премиям Украины в области науки и техники Центральный Комитет Компартии Украины и Совет Министров Украинской ССР вышло Постановление № 573 от 19 декабря 1978 г. «О присуждении Государственных премий Украины в области науки и техники 1978 года».

## Лауреаты
| Премированная работа | Лауреаты                           | кратко про лауреата |
| --- | ---------------------------------- | --- |
| «Работа „Патогенез и лечения ожогов глаз и их последствий“» | Непомяща, Валентина Михайловна     | кандидат медицинских наук, младший научный сотрудник Одесского научно-исследовательского института глазных болезней и тканевой терапии имени академик а В. Н. Филатова                              |
| «Работа „Патогенез и лечения ожогов глаз и их последствий“» | Шульгина, Нина Сергеевна           | доктор биологических наук, руководитель лаборатории Одесского научно-исследовательского института глазных болезней и тканевой терапии имени академик а В.                                           |
| «Работа „Патогенез и лечения ожогов глаз и их последствий“» | Легеза, Григорий Васильевич        | доктор медицинских наук, руководитель отделения Одесского научно-исследовательского института глазных болезней и тканевой терапии имени академик а В.                                               |
| «Работа „Патогенез и лечения ожогов глаз и их последствий“» | Пучковская, Надежда Александровна  | Действительный член Академии медицинских наук СССР, директор Одесского научно-исследовательского института глазных болезней и тканевой терапии имени академик а В. п. Филатова, руководитель работы |
| «Работа „Теоретические основы и технологии промышленного производства и применения высокоочищенных ферментов глюкозооксидазы и каталазы и освещения крови в качестве дополнительного источника пищевого белка“»                                       | Коломиец, Дмитрий Миронович        | директор Каменского спиртового комбината |
| «Работа „Теоретические основы и технологии промышленного производства и применения высокоочищенных ферментов глюкозооксидазы и каталазы и освещения крови в качестве дополнительного источника пищевого белка“»                                       | Годовиченко, Георгий Андреевич     | начальник технического управления Министерства мясной и молочной промышленности УССР |
| «Работа „Теоретические основы и технологии промышленного производства и применения высокоочищенных ферментов глюкозооксидазы и каталазы и освещения крови в качестве дополнительного источника пищевого белка“»                                       | Осадчая, Инна Фёдоровна            | кандидат биологических наук, старший научный сотрудник Украинского научно-исследовательского института мясной и молочной промышленности                                                             |
| «Работа „Теоретические основы и технологии промышленного производства и применения высокоочищенных ферментов глюкозооксидазы и каталазы и освещения крови в качестве дополнительного источника пищевого белка“»                                       | Майструк, Павел Николаевич         | кандидат медицинских наук, директор Киевского научно-исследовательского института гигиены питания                                                                                                   |
| «Работа „Теоретические основы и технологии промышленного производства и применения высокоочищенных ферментов глюкозооксидазы и каталазы и освещения крови в качестве дополнительного источника пищевого белка“»                                       | Мицык, Владимир Ефимович           | доктор биологических наук, профессор Киевского торгово-экономического института |
| «Работа „Теоретические основы и технологии промышленного производства и применения высокоочищенных ферментов глюкозооксидазы и каталазы и освещения крови в качестве дополнительного источника пищевого белка“»                                       | Рудницкий, Пётр Васильевич         | доктор экономических наук, директор Украинского научно-исследовательского института спиртовой и ликеро-водочной промышленности                                                                      |
| «Работа „Теоретические основы и технологии промышленного производства и применения высокоочищенных ферментов глюкозооксидазы и каталазы и освещения крови в качестве дополнительного источника пищевого белка“»                                       | Никольская, Елена Алексеевна       | кандидат биологических наук, старший научный сотрудник Института микробиологии и вирусологии имени Д. К. Заболотного Академии наук УССР                                                             |
| «Работа „Теоретические основы и технологии промышленного производства и применения высокоочищенных ферментов глюкозооксидазы и каталазы и освещения крови в качестве дополнительного источника пищевого белка“»                                       | Билай, Вера Иосифовна              | член-корреспондент Академии наук УССР, заведующая отделом Института микробиологии и вирусологии имени Д. К. Заболотного Академии наук УССР                                                          |
| «Работа „Теоретические основы и технологии промышленного производства и применения высокоочищенных ферментов глюкозооксидазы и каталазы и освещения крови в качестве дополнительного источника пищевого белка“»                                       | Дегтярь, Рита Григорьевна          | доктор биологических наук, старший научный сотрудник Института биохимии имени А. В Палладина Академии наук УССР                                                                                     |
| «Работа „Теоретические основы и технологии промышленного производства и применения высокоочищенных ферментов глюкозооксидазы и каталазы и освещения крови в качестве дополнительного источника пищевого белка“»                                       | Гулый, Максим Федотович            | академик Академии наук УССР, заведующий отделом Института биохимии имени А. В Палладина Академии наук УССР, руководитель работы                                                                     |
| «Цикл работ по теории неидеальных кристаллов» | Слёзов, Виталий Валентинович       | доктор физико-математических наук, начальник лаборатории Харьковского физико-технического института Академии наук УССР                                                                              |
| «Цикл работ по теории неидеальных кристаллов» | Косевич, Арнольд Маркович          | доктор физико-математических наук, руководитель отдела Физико-технического института низких температур Академии наук УССР                                                                           |
| «Цикл работ по теории неидеальных кристаллов» | Кривоглаз, Михаил Александрович    | член-корреспондент Академии наук УССР, заведующий отделом Института металлофизики Академии наук УССР                                                                                                |
| «Цикл работ по теории неидеальных кристаллов» | Смирнов, Адриан Анатольевич        | академик Академии наук УССР, заведующий отделом Института металлофизики Академии наук УССР |
| «Разработка и внедрение в народное хозяйство высокоэффективной проблемно-ориентированной системы для автоматизации испытаний данных образцов новой техники»                                                                                           | Новохатний, Андрей Александрович   | кандидат технических наук, генеральный директор Северодонецкого научно-производственного объединения «Импульс» имени ХХУ съезда КПСС                                                                |
| «Разработка и внедрение в народное хозяйство высокоэффективной проблемно-ориентированной системы для автоматизации испытаний данных образцов новой техники»                                                                                           | Заболотный, Виктор Иванович        | ведущий конструктор Специального конструкторского бюро математических машин и систем Института кибернетики Академии наук УССР                                                                       |
| «Разработка и внедрение в народное хозяйство высокоэффективной проблемно-ориентированной системы для автоматизации испытаний данных образцов новой техники»                                                                                           | Марченко, Олег Васильевич          | заведующий сектором Специального конструкторского бюро математических машин и систем Института кибернетики Академии наук УССР                                                                       |
| «Разработка и внедрение в народное хозяйство высокоэффективной проблемно-ориентированной системы для автоматизации испытаний данных образцов новой техники»                                                                                           | Рухлядев, Юрий Николаевич          | главный конструктор проекта Специального конструкторского бюро математических машин и систем Института кибернетики Академии наук УССР                                                               |
| «Разработка и внедрение в народное хозяйство высокоэффективной проблемно-ориентированной системы для автоматизации испытаний данных образцов новой техники»                                                                                           | Северский, Павел Михайлович        | кандидат технических наук, заведующий отделом Специального конструкторского бюро математических машин и систем Института кибернетики Академии наук УССР                                             |
| «Разработка и внедрение в народное хозяйство высокоэффективной проблемно-ориентированной системы для автоматизации испытаний данных образцов новой техники»                                                                                           | Шульга, Виктор Гаврилович          | ведущий конструктор Киевского механического завода |
| «Разработка и внедрение в народное хозяйство высокоэффективной проблемно-ориентированной системы для автоматизации испытаний данных образцов новой техники»                                                                                           | Манойло, Юрий Григорьевич          | начальник сектора Киевского механического завода |
| «Разработка и внедрение в народное хозяйство высокоэффективной проблемно-ориентированной системы для автоматизации испытаний данных образцов новой техники»                                                                                           | Папченко, Олег Михайлович          | кандидат технических наук, заместитель начальника отдела Киевского механического завода |
| «Разработка и внедрение в народное хозяйство высокоэффективной проблемно-ориентированной системы для автоматизации испытаний данных образцов новой техники»                                                                                           | Шаталов, Виктор Никанорович        | заместитель главного конструктора Киевского механического завода |
| «Разработка и внедрение в народное хозяйство высокоэффективной проблемно-ориентированной системы для автоматизации испытаний данных образцов новой техники»                                                                                           | Смирнов, Николай Петрович          | кандидат технических наук, заместитель главного конструктора Киевского механического завода |
| «Энциклопедия кибернетики в двух томах, опубликованная в 1973—1974 гг.» | Походзило, Пётр Васильевич         | кандидат технических наук, заместитель директора издательства «Наукова думка» |
| «Энциклопедия кибернетики в двух томах, опубликованная в 1973—1974 гг.» | Королюк, Владимир Семёнович        | академик Академии наук УССР, заместитель директора Института математики Академии наук УССР |
| «Энциклопедия кибернетики в двух томах, опубликованная в 1973—1974 гг.» | Пшеничный, Борис Николаевич        | доктор физико-математических наук, заведующий отделом Института кибернетики Академии наук УССР |
| «Энциклопедия кибернетики в двух томах, опубликованная в 1973—1974 гг.» | Рабинович, Зиня Львович            | доктор технических наук, заведующий отделом Института кибернетики Академии наук УССР |
| «Энциклопедия кибернетики в двух томах, опубликованная в 1973—1974 гг.» | Кунцевич, Всеволод Михайлович      | доктор технических наук, заведующий отделом Института кибернетики Академии наук УССР |
| «Энциклопедия кибернетики в двух томах, опубликованная в 1973—1974 гг.» | Ковалевский, Владимир Антонович    | доктор технических наук, заведующий отделом Института кибернетики Академии наук УССР |
| «Энциклопедия кибернетики в двух томах, опубликованная в 1973—1974 гг.» | Ющенко, Екатерина Логвиновна       | член-корреспондент Академии наук УССР, заведующий отделом Института кибернетики Академии наук УССР                                                                                                  |
| «Энциклопедия кибернетики в двух томах, опубликованная в 1973—1974 гг.» | Коваленко, Игорь Николаевич        | академик Академии наук УССР |
| «Энциклопедия кибернетики в двух томах, опубликованная в 1973—1974 гг.» | Кухтенко, Александр Иванович       | академик Академии наук УССР |
| «Энциклопедия кибернетики в двух томах, опубликованная в 1973—1974 гг.» | Амосов, Николай Михайлович         | академик Академии наук УССР, член-корреспондент Академии медицинских наук СССР |
| «Работа „Теория общих граничных задач для линейных эллиптических систем“» | Лопатинский, Ярослав Борисович     | академик Академии наук УССР, заведующий отделом Института прикладной математики и механики Академии наук УССР                                                                                       |
| «Учебник „Эксплуатация машинно-тракторного парка“, опубликованный в 1975 году 4-е издание» | Диденко, Николай Кириллович        | доктор технических наук, заведующий кафедрой Украинской сельскохозяйственной академии |
| «Учебник „Металлургия стали“, опубликованный в 1973 году» | Ойкс, Григорий Наумович            | доктор технических наук (посмертно) |
| «Учебник „Металлургия стали“, опубликованный в 1973 году» | Левин, Семён Лазарович             | доктор технических наук (посмертно) |
| «Учебник „Металлургия стали“, опубликованный в 1973 году» | Умрихин, Пётр Васильевич           | доктор технических наук, бывший преподаватель Уральского политехнического института имени С. М. Кирова                                                                                              |
| «Учебник „Металлургия стали“, опубликованный в 1973 году» | Черненко, Михаил Авксентьевич      | доцент, начальник отдела Государственного союзного института по проектированию агрегатов сталеплавильного и прокатного производства для чёрной металлургии «Стальпроект»                            |
| «Учебник „Металлургия стали“, опубликованный в 1973 году» | Поволоцкий, Давид Яковлевич        | доктор технических наук, заведующий кафедры Челябинского политехнического института имени Ленинского комсомола                                                                                      |
| «Учебник „Металлургия стали“, опубликованный в 1973 году» | Меджибожский, Мирон Яковлевич      | доктор технических наук, профессор Ждановского металлургического института |
| «Учебник „Металлургия стали“, опубликованный в 1973 году» | Баптизманский, Вадим Ипполитович   | доктор технических наук, заведующий кафедрой Днепропетровского металлургического института |
| «Учебник „Металлургия стали“, опубликованный в 1973 году» | Абросимов, Евгений Васильевич      | кандидат технических наук, профессор Московского института стали и сплавов |
| «Учебник „Металлургия стали“, опубликованный в 1973 году» | Явойский, Владимир Иванович        | доктор технических наук, заведующий кафедрой Московского института стали и сплавов |
| «Разработка и внедрение эффективной технологии изготовления валков холодной прокатки и повышение их эксплуатационной надежности и долговечности» | Дунаевский, Владимир Израйлевич    | кандидат технических наук, директор филиала Всесоюзного научно-исследовательского и проектно-конструкторского института металлургического машиностроения                                            |
| «Разработка и внедрение эффективной технологии изготовления валков холодной прокатки и повышение их эксплуатационной надежности и долговечности» | Бут, Николай Александрович         | старший мастер Донецкого металлургического завода имени В. И. Ленина |
| «Разработка и внедрение эффективной технологии изготовления валков холодной прокатки и повышение их эксплуатационной надежности и долговечности» | Ефименко, Сергей Петрович          | кандидат технических наук, директор Донецкого металлургического завода имени В. И. Ленина |
| «Разработка и внедрение эффективной технологии изготовления валков холодной прокатки и повышение их эксплуатационной надежности и долговечности» | Масол, Виталий Андреевич           | кандидат технических наук, первый заместитель председателя Госплана УССР |
| «Разработка и внедрение эффективной технологии изготовления валков холодной прокатки и повышение их эксплуатационной надежности и долговечности» | Тылкин, Михаил Аркадьевич          | доктор технических наук, профессор Московского инженерно-строительного института имени В. В Куйбышева                                                                                               |
| «Разработка и внедрение эффективной технологии изготовления валков холодной прокатки и повышение их эксплуатационной надежности и долговечности» | Николаев, Владимир Алексеевич      | кандидат технических наук, руководитель сектора Московского института стали и сплавов |
| «Разработка и внедрение эффективной технологии изготовления валков холодной прокатки и повышение их эксплуатационной надежности и долговечности» | Полухин, Владимир Петрович         | доктор технических наук, руководитель лаборатории Московского института стали и сплавов |
| «Разработка и внедрение эффективной технологии изготовления валков холодной прокатки и повышение их эксплуатационной надежности и долговечности» | Камалов, Владимир Зиновьевич       | заместитель начальника центральной заводской лаборатории производственного объединения" Новокраматорский машиностроительный завод "имени В.                                                         |
| «Разработка и внедрение эффективной технологии изготовления валков холодной прокатки и повышение их эксплуатационной надежности и долговечности» | Белкин, Михаил Яковлевич           | кандидат технических наук, заведующий кафедрой Краматорского индустриального института |
| «Разработка и внедрение эффективной технологии изготовления валков холодной прокатки и повышение их эксплуатационной надежности и долговечности» | Шульман, Пётр Танхомович           | кандидат технических наук, заведующий лаборатории Института сверхтвердых материалов, Академии наук УССР                                                                                             |
| «Разработка и организация серийного выпуска ряда унифицированных бортовых метеонавигационных радиолокаторов „Гроза“, оснащение ими гражданских самолётов всех типов и классов, организация их эксплуатации на территории СССР и в зарубежных странах» | Ивашкевич, Владимир Фадеевич       | начальник отдела предприятия п.я. М-5050 |
| «Разработка и организация серийного выпуска ряда унифицированных бортовых метеонавигационных радиолокаторов „Гроза“, оснащение ими гражданских самолётов всех типов и классов, организация их эксплуатации на территории СССР и в зарубежных странах» | Воскресенский, Валерий Павлович    | начальник отдела предприятия п.я. А-7162 |
| «Разработка и организация серийного выпуска ряда унифицированных бортовых метеонавигационных радиолокаторов „Гроза“, оснащение ими гражданских самолётов всех типов и классов, организация их эксплуатации на территории СССР и в зарубежных странах» | Смирнов, Борис Александрович       | начальник отдела предприятия п.я. А-7162 |
| «Разработка и организация серийного выпуска ряда унифицированных бортовых метеонавигационных радиолокаторов „Гроза“, оснащение ими гражданских самолётов всех типов и классов, организация их эксплуатации на территории СССР и в зарубежных странах» | Иванов, Пётр Александрович         | заместитель начальника главного управления Министерства гражданской авиации |
| «Разработка и организация серийного выпуска ряда унифицированных бортовых метеонавигационных радиолокаторов „Гроза“, оснащение ими гражданских самолётов всех типов и классов, организация их эксплуатации на территории СССР и в зарубежных странах» | Кулаков, Александр Петрович        | главный инженер предприятия п.я. А-3158 (НПО «Взлёт») |
| «Разработка и организация серийного выпуска ряда унифицированных бортовых метеонавигационных радиолокаторов „Гроза“, оснащение ими гражданских самолётов всех типов и классов, организация их эксплуатации на территории СССР и в зарубежных странах» | Михальчук Валентин Фёдорович       | главный инженер предприятия п.я. М-5546 |
| «Разработка и организация серийного выпуска ряда унифицированных бортовых метеонавигационных радиолокаторов „Гроза“, оснащение ими гражданских самолётов всех типов и классов, организация их эксплуатации на территории СССР и в зарубежных странах» | Лазаренко, Георгий Данилович       | кандидат технических наук, начальник особого конструкторского бюро предприятия п.я. М-5546 |
| «Разработка и организация серийного выпуска ряда унифицированных бортовых метеонавигационных радиолокаторов „Гроза“, оснащение ими гражданских самолётов всех типов и классов, организация их эксплуатации на территории СССР и в зарубежных странах» | Пензев, Василий Стефанович         | начальник цеха предприятия п.я. М-5546 |
| «Разработка и организация серийного выпуска ряда унифицированных бортовых метеонавигационных радиолокаторов „Гроза“, оснащение ими гражданских самолётов всех типов и классов, организация их эксплуатации на территории СССР и в зарубежных странах» | Белкин, Владимир Владимирович      | начальник конструкторского бюро предприятия п.я. М-5546 |
| «Разработка и организация серийного выпуска ряда унифицированных бортовых метеонавигационных радиолокаторов „Гроза“, оснащение ими гражданских самолётов всех типов и классов, организация их эксплуатации на территории СССР и в зарубежных странах» | Воропаев, Сергей Никифорович       | регулировщик радиоаппаратуры предприятия п.я. М-5546 |
| «Создание и внедрение новой эффективной техники, высокопроизводительных технологических процессов, освоение новых серий крупнопанельных домов» | Алфёров, Вячеслав Павлович         | слесарь-наладчик Харьковского домостроительного комбината № 1 |
| «Создание и внедрение новой эффективной техники, высокопроизводительных технологических процессов, освоение новых серий крупнопанельных домов» | Марченко, Александр Игнатович      | бригадир монтажников Харьковского домостроительного комбината № 1 |
| «Создание и внедрение новой эффективной техники, высокопроизводительных технологических процессов, освоение новых серий крупнопанельных домов» | Юдин, Александр Иванович           | начальник Харьковского домостроительного комбината № 1 |
| «Создание и внедрение новой эффективной техники, высокопроизводительных технологических процессов, освоение новых серий крупнопанельных домов» | Вильк, Михаил Людвигович           | заместитель начальника Харьковского домостроительного комбината № 1 |
| «Создание и внедрение новой эффективной техники, высокопроизводительных технологических процессов, освоение новых серий крупнопанельных домов» | Хоменко, Сергей Тимофеевич         | главный инженер харьковского проектного института по планировке и застройке города «Харьковпроект»                                                                                                  |
| «Создание и внедрение новой эффективной техники, высокопроизводительных технологических процессов, освоение новых серий крупнопанельных домов» | Бирюков, Анатолий Иванович         | кандидат технических наук, профессор, заведующий кафедры Харьковского института инженер ов железнодорожного транспорта имени С. Н. Кирова                                                           |
| «Создание и внедрение новой эффективной техники, высокопроизводительных технологических процессов, освоение новых серий крупнопанельных домов» | Воробьёв, Юрий Лазарович           | кандидат технических наук, заведующий кафедрой Харьковского института инженеров коммунального строительства                                                                                         |
| «Создание и внедрение новой эффективной техники, высокопроизводительных технологических процессов, освоение новых серий крупнопанельных домов» | Гаевой, Александр Фёдорович        | кандидат технических наук, главный инженер комбината «Харковжитлобуд» |
| «Создание и внедрение новой эффективной техники, высокопроизводительных технологических процессов, освоение новых серий крупнопанельных домов» | Ананьев, Владимир Иванович         | заместитель председателя Госплана УССР |
| «Создание и внедрение новой эффективной техники, высокопроизводительных технологических процессов, освоение новых серий крупнопанельных домов» | Гуровой, Андрей Андреевич          | начальник комбината «Харьковжитлобуд» |
| «Разработка теории, принципов построения и внедрения в серийное производство магнитоизмерительная аппаратура с гальваномагнитными преобразователями»                                                                                                  | Февральская, Нина Евгеньевна       | кандидат технических наук, старший научный сотрудник Института электродинамики Академии наук УССР                                                                                                   |
| «Разработка теории, принципов построения и внедрения в серийное производство магнитоизмерительная аппаратура с гальваномагнитными преобразователями»                                                                                                  | Брайко, Вольдмир Васильевич        | кандидат технических наук, старший научный сотрудник Института электродинамики Академии наук УССР                                                                                                   |
| «Разработка теории, принципов построения и внедрения в серийное производство магнитоизмерительная аппаратура с гальваномагнитными преобразователями»                                                                                                  | Андриевский, Евгений Александрович | кандидат технических наук, заведующий лабораторией Института электродинамики Академии наук УССР |
| «Разработка теории, принципов построения и внедрения в серийное производство магнитоизмерительная аппаратура с гальваномагнитными преобразователями»                                                                                                  | Таранов, Сергей Глебович           | доктор технических наук, заведующий отделом Института электродинамики Академии наук УССР |
| «Разработка теории, принципов построения и внедрения в серийное производство магнитоизмерительная аппаратура с гальваномагнитными преобразователями»                                                                                                  | Нестеренко, Анатолий Дмитриевич    | член-корреспондент Академии наук УССР |
| «Разработка теории, принципов построения и внедрения в серийное производство магнитоизмерительная аппаратура с гальваномагнитными преобразователями»                                                                                                  | Беккер, Владимир Вячеславович      | конструктор Житомирского завода «Электроизмеритель» имени 50-летия СССР |
| «Разработка теории, принципов построения и внедрения в серийное производство магнитоизмерительная аппаратура с гальваномагнитными преобразователями»                                                                                                  | Хомяков, Григорий Давидович        | начальник лаборатории житомирского завода «Электроизмеритель» имени 50-летия СССР |
| «Разработка теории, принципов построения и внедрения в серийное производство магнитоизмерительная аппаратура с гальваномагнитными преобразователями»                                                                                                  | Андреев, Валентин Николаевич       | начальник цеха житомирского завода «Электроизмеритель» имени 50-летия СССР |
| «Разработка теории, принципов построения и внедрения в серийное производство магнитоизмерительная аппаратура с гальваномагнитными преобразователями»                                                                                                  | Гринберг, Исаак Павлович           | кандидат технических наук, главный конструктор житомирского завода «Электроизмеритель» имени 50-летия СССР                                                                                          |
| «Разработка теории, принципов построения и внедрения в серийное производство магнитоизмерительная аппаратура с гальваномагнитными преобразователями»                                                                                                  | Ковальчук, Дмитрий Васильевич      | кандидат технических наук, главный инженер Всесоюзного промышленного объединения по производству электроизмерительных приборов «Союзэлектроприбор»                                                  |
| «Разработка и освоение серийного производства усовершенствованных тракторов ЮМЗ-6» | Клюев, Владимир Александрович      | главный конструктор по дизелям предприятия п.я. В-8683 |
| «Разработка и освоение серийного производства усовершенствованных тракторов ЮМЗ-6» | Полишко, Александр Васильевич      | водитель-испытатель конструкторского бюро КБ «Южное» |
| «Разработка и освоение серийного производства усовершенствованных тракторов ЮМЗ-6» | Аникеев, Александр Антонович       | заместитель главного конструктора конструкторского бюро КБ «Южное» |
| «Разработка и освоение серийного производства усовершенствованных тракторов ЮМЗ-6» | Коваль, Степан Емельянович         | главный конструктор конструкторского бюро КБ «Южное» |
| «Разработка и освоение серийного производства усовершенствованных тракторов ЮМЗ-6» | Брижан, Владимир Федотович         | мастер предприятия п.я. Г-4311 |
| «Разработка и освоение серийного производства усовершенствованных тракторов ЮМЗ-6» | Чуб, Иван Сергеевич                | начальник цеха предприятия п.я. Г-4311 |
| «Разработка и освоение серийного производства усовершенствованных тракторов ЮМЗ-6» | Вест, Самуил Зельманович           | заместитель начальника отдела предприятия п.я. Г-4311 |
| «Разработка и освоение серийного производства усовершенствованных тракторов ЮМЗ-6» | Говорун, Прокоп Прохорович         | начальник цеха предприятия п.я. Г-4311 |
| «Разработка и освоение серийного производства усовершенствованных тракторов ЮМЗ-6» | Головко, Вениамин Константинович   | начальник производства предприятия п.я. Г-4311 |
| «Разработка и освоение серийного производства усовершенствованных тракторов ЮМЗ-6» | Ткаченко, Олег Дмитриевич          | заместитель главного инженер а предприятия п.я. Г-4311 |
| «Создание и промышленное внедрение принципиально нового способа получения литых заготовок со свойствами поковок (электрошлакового литья)» | Ковалёв, Виктор Александрович      | заместитель главного инженера производственного объединения «Ижорский завод» имени А. О. Жданова |
| «Создание и промышленное внедрение принципиально нового способа получения литых заготовок со свойствами поковок (электрошлакового литья)» | Попов, Лев Васильевич              | главный инженер производственного объединения «Брянский машиностроительный завод» |
| «Создание и промышленное внедрение принципиально нового способа получения литых заготовок со свойствами поковок (электрошлакового литья)» | Извеков, Виталий Алексеевич        | генеральный директор киевского производственного объединения полимерного машиностроения «Большевик»                                                                                                 |
| «Создание и промышленное внедрение принципиально нового способа получения литых заготовок со свойствами поковок (электрошлакового литья)» | Карпов, Владимир Фёдорович         | генеральный директор производственного объединения «Ждановважмаш» |
| «Создание и промышленное внедрение принципиально нового способа получения литых заготовок со свойствами поковок (электрошлакового литья)» | Рабинович, Вольф Иудович           | кандидат технических наук, заведующий отделением научно-производственного объединения по технологии машиностроения «ЦНИИТМАШ»                                                                       |
| «Создание и промышленное внедрение принципиально нового способа получения литых заготовок со свойствами поковок (электрошлакового литья)» | Федоровский, Борис Борисович       | руководитель группы, работник Института электросварки имени Е. А. Патона Академии наук УССР |
| «Создание и промышленное внедрение принципиально нового способа получения литых заготовок со свойствами поковок (электрошлакового литья)» | Саенко, Владимир Яковлевич         | кандидат технических наук, старший научный сотрудник Института электросварки имени Е. А. Патона Академии наук УССР                                                                                  |
| «Создание и промышленное внедрение принципиально нового способа получения литых заготовок со свойствами поковок (электрошлакового литья)» | Кумиш, Илья Иосифович              | кандидат технических наук, заведующий сектором Института электросварки имени Е. А. Патона Академии наук УССР                                                                                        |
| «Создание и промышленное внедрение принципиально нового способа получения литых заготовок со свойствами поковок (электрошлакового литья)» | Бойко, Георгий Александрович       | кандидат технических наук, руководитель лаборатории Института электросварки имени Е. А. Патона Академии наук УССР                                                                                   |
| «Создание и промышленное внедрение принципиально нового способа получения литых заготовок со свойствами поковок (электрошлакового литья)» | Медовар, Борис Израилевич          | академик Академии наук УССР, руководитель отдела Института электросварки имени Е. А. Патона Академии наук УССР, руководитель работы                                                                 |
| «Комплексное исследование физиологии органа слуха и вестибулярного аппарата, разработку и внедрение в медицинскую практику методов и средств диагностики и реабилитации функций слуховой системы человека»                                            | Семко, Антон Хомич                 | председатель Центрального правления Украинского общества глухих |
| «Комплексное исследование физиологии органа слуха и вестибулярного аппарата, разработку и внедрение в медицинскую практику методов и средств диагностики и реабилитации функций слуховой системы человека»                                            | Самофалов, Константин Григорьевич  | доктор технических наук, заведующий кафедрой Киевского политехнического института имени 50-летия Великой Октябрьской социалистической революции                                                     |
| «Комплексное исследование физиологии органа слуха и вестибулярного аппарата, разработку и внедрение в медицинскую практику методов и средств диагностики и реабилитации функций слуховой системы человека»                                            | Мороз, Борис Семенович             | руководитель группы, работник Киевского научно-исследовательского института отоларингологии |
| «Комплексное исследование физиологии органа слуха и вестибулярного аппарата, разработку и внедрение в медицинскую практику методов и средств диагностики и реабилитации функций слуховой системы человека»                                            | Марчук, Игорь Владимирович         | главный инженер Киевского научно-исследовательского института отоларингологии |
| «Комплексное исследование физиологии органа слуха и вестибулярного аппарата, разработку и внедрение в медицинскую практику методов и средств диагностики и реабилитации функций слуховой системы человека»                                            | Цесаренко, Александр Николаевич    | старший научный сотрудник Киевского научно-исследовательского института отоларингологии |
| «Комплексное исследование физиологии органа слуха и вестибулярного аппарата, разработку и внедрение в медицинскую практику методов и средств диагностики и реабилитации функций слуховой системы человека»                                            | Лифанов, Виктор Леонидович         | кандидат медицинских наук, старший научный сотрудник Киевского научно-исследовательского института отоларингологии                                                                                  |
| «Комплексное исследование физиологии органа слуха и вестибулярного аппарата, разработку и внедрение в медицинскую практику методов и средств диагностики и реабилитации функций слуховой системы человека»                                            | Бакай, Эдуард Аполлинариевич       | кандидат медицинских наук, старший научный сотрудник Киевского научно-исследовательского института отоларингологии                                                                                  |
| «Комплексное исследование физиологии органа слуха и вестибулярного аппарата, разработку и внедрение в медицинскую практику методов и средств диагностики и реабилитации функций слуховой системы человека»                                            | Базаров, Владимир Григорьевич      | доктор медицинских наук, руководитель лаборатории, старший научный сотрудник Киевского научно-исследовательского института отоларингологии                                                          |
| «Комплексное исследование физиологии органа слуха и вестибулярного аппарата, разработку и внедрение в медицинскую практику методов и средств диагностики и реабилитации функций слуховой системы человека»                                            | Гюллинг, Эдуард Вальтерович        | доктор медицинских наук, заместитель директора Киевского научно-исследовательского института отоларингологии                                                                                        |
| «Комплексное исследование физиологии органа слуха и вестибулярного аппарата, разработку и внедрение в медицинскую практику методов и средств диагностики и реабилитации функций слуховой системы человека»                                            | Серков, Филипп Николаевич          | академик Академии наук УССР, заместитель директора Института физиологии имени А. А. Богомольца Академии наук УССР                                                                                   |